# Herfra hvor vi står (bogværk)
|  | Ikke at forveksle med albummet Herfra hvor vi står |
Herfra hvor vi står, er blevet til med hjælp Ny Carlsbergfondet og Realdania i kompagniskab med Kulturministeriet, Ideen med denne fotobog var at lade en gruppe fotografer, forsøge at indfange Danmark under forandring. Bogværket består af tre bind med i alt 736 sider samlet i en bogkassette med i alt mere end 400 billeder og værket udkom på Gyldendal 2010. Ideen til bogværket var udtænkt af Hans Edvard Nørregård-Nielsen.

## Redaktion
Ingvar Cronhammar, Peter Dragsbo, Steen A.B. Høyer, Hans Edvard Nørregård-Nielsen, Erland Porsmose, Nanna Schmelling, Michael Stoltze, Louise Wolthers.

## Fotografer
- Jørgen Borg
- Peter Brandes
- Christina Capetillo
- Krass Clement
- Joakim Eskildsen
- Mads Gamdrup
- Nicolai Howalt
- Astrid Kruse Jensen
- John Jedbo
- Fie Johansen
- Kirsten Klein
- Janne Klerk
- Henrik Saxgren
- Trine Søndergaard

## Værkets data
- Herfra hvor vi står 1-3 , Danmark under forvandling, Et fotografisk øjebliksbillede, ISBN 978-87-0208-653-9